# Gil Cordero Burgos
Gil Cordero Burgos (Veracruz, 13 de abril de 1992) es un exfutbolista mexicano.

## Clubes
| Club                                                    | País   | Año         |
| ------------------------------------------------------- | ------ | ----------- |
| Necaxa                                                  | México | 2011        |
| Veracruz                                                | México | 2011        |
| América                                                 | México | 2012 - 2014 |
| Atlante                                                 | México | 2014        |
| Cimarrones de Sonora                                    | México | 2015        |
| Reynosa F.C.                                            | México | 2015 - 2016 |
| Atlético San Luis\|Club Deportivo Tepatitlán de Morelos | México | 2016 - 2017 |
| Real Burgos CF                                          | España | 2017 - 2018 |